# 卡丽·奎格利
卡丽·奎格利（英語：Carrie Quigley，1970年6月22日—），澳大利亚女子射击运动员。她曾代表澳大利亚参加1998年英联邦运动会射击比赛，获得一枚金牌和一枚银牌。她也曾参加2000年夏季奥林匹克运动会。